# Castillo de Rochester
El castillo de Rochester se alza en la orilla este del río Medway en Rochester al sudeste de Inglaterra.
La torre del homenaje del siglo XII es el elemento más prominente del castillo.  Es una de las mejor conservadas en Inglaterra o Francia. Ubicado a lo largo del río Medway y de la Watling Street, Rochester fue un importante bastión estratégico que ayudó, durante la Baja Edad Media, a proteger las costas del sudeste de Inglaterra de las posibles invasiones. El primer castillo de Rochester se fundó en el período subsiguiente a la conquista normanda. Pasó a manos del obispo Odo, probablemente gracias a su medio hermano Guillermo el conquistador. Durante la rebelión de 1088 originada por la sucesión al trono inglés, Odo apoyó a Robert Curthose, hijo mayor del Conquistador, contra Guillermo II Rufus. Fue durante ese conflicto cuando el castillo presenció por primera vez acción militar; la ciudad y el castillo fueron asediados después de que Odo convirtiera Rochester en cuartel general de la rebelión. Tras la capitulación de la guarnición, el castillo fue abandonado.
Entre 1087 y 1089, Guillermo II pidió a Gundulf, obispo de Rochester, que construyera un nuevo castillo de piedra. A pesar de las alteraciones que ha sufrido el castillo a lo largo de los siglos, todavía pueden apreciarse partes del trabajo de Gundulf, incluida la actual extensión del castillo. En 1277 el rey Enrique I cedió el castillo a los arzobispos de Canterbury a perpetuidad. Guillermo de Corbeil construyó la enorme torre del homenaje que domina el castillo a día de hoy. A lo largo del siglo XII el castillo permaneció bajo la custodia del arzobispado.
Durante la primera guerra de los Barones (1215-1217) reinando Juan I, las fuerzas de los barones capturaron el castillo del arzobispo Stephen Langton y alardearon de ello ante el rey, quién decidió sitiarlo. En la crónica de Barnwell se cita: "Nuestra época no ha conocido un sitio tan férreo ni una resistencia tan fuerte". Tras aguantar durante casi siete semanas, la guarnición se rindió. A pesar de que el castillo había resultado seriamente dañado, con brechas en las murallas exteriores y una de las esquinas de la torre derrumbada, fue el hambre lo que finalmente forzó a los defensores. El castillo no se mantuvo mucho tiempo bajo el control de Juan: en 1216 fue capturado por el francés Luis VIII el León, el nuevo líder de la facción de los barones. A la muerte de Juan le sucedió su hijo Enrique III en 1216; al año siguiente, la guerra terminó y el castillo acabó bajo el control directo del rey.
Rochester fue sitiado por tercera vez en 1264 durante la segunda guerra de los Barones (1264-1267). El alguacil del castillo, Roger de Leybourne, mantuvo Rochester en apoyo de Enrique III.
Ejércitos rebeldes liderados por Simón de Montfort y Gilbert de Clare penetraron en la ciudad y trataron de capturar el castillo. Una vez más los defensores del castillo resistieron el ataque, aunque en esta ocasión con un desenlace diferente. Tras una semana, los ejércitos insurrectos levantaron el asedio para alivio del rey Enrique. Aunque las tropas no se rindieron, el castillo sufrió extensos daños que no se repararían hasta el siglo siguiente. El castillo vería acción militar por última vez en 1381 cuando fue apresado y saqueado durante la rebelión de Wat Tyler. Al caer en desuso el castillo, muchos de sus materiales se reutilizaron en otros lugares y la Corona renunció a su custodia. 
El castillo y los terrenos circundantes se abrieron al púbico en la década de 1870 como parque. Se llevaron a cabo diversas reparaciones a lo largo de los siglos XIX y XX y actualmente el castillo está protegido bajo un ‘’Grado I’’ en la lista de monumentos clasificados y como monumento planificado. A día de hoy las ruinas se encuentran bajo la tutela del «English Heritage» y están abiertas al público.

## Historia antigua

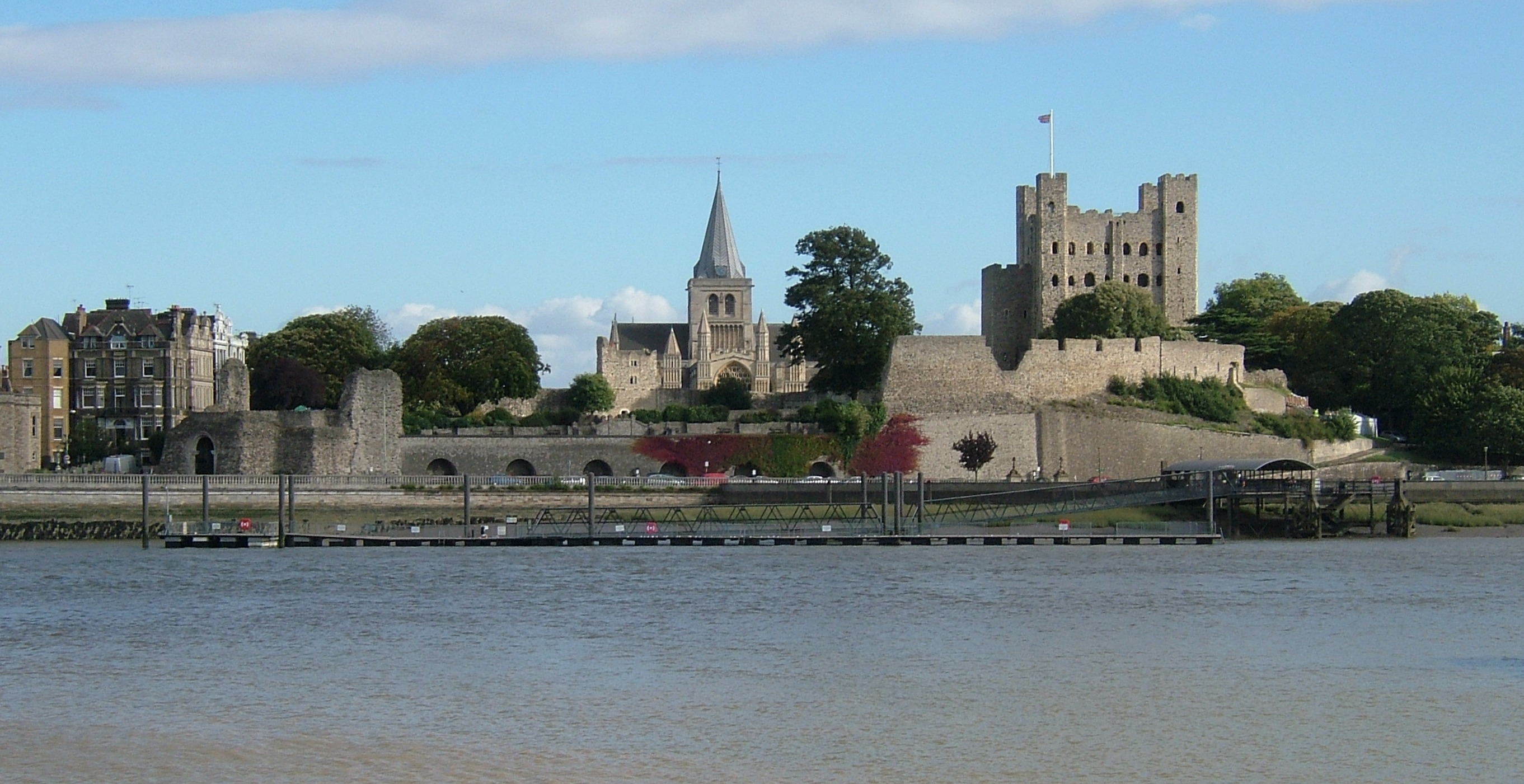
La catedral de Rochester, próxima al castillo, se divisa sobre las ruinas de las murallas

Bajo el gobierno de Aulus Plautius, los romanos construyeron una fortaleza en el lugar donde hoy está el castillo para proteger un importante punto de cruce del río Medway y la Watling Street, una vía romana, donde construyeron un puente. Hay pruebas de una muralla de tierra que posteriormente fue sustituida por un muro de piedra. Los pilares del puente romano se descubrieron cuando se construía la actual carretera.
Fue en el siglo XI cuando los normandos introdujeron los castillos y su construcción en Inglaterra, tras la conquista de 1066 esto les ayudó a asegurar su nuevo territorio. Durante mucho tiempo se presupuso que el primer castillo se ubicaba cerca del río, una torre de madera con empalizadas a las afueras de la muralla de la ciudad, en la esquina suroeste. El hipotético emplazamiento de este primer castillo pasó a conocerse como "Colina Boley". El arqueólogo Tom McNeill sugiere que estos primeros castillos ingleses tenían un carácter puramente militar, construidos para albergar un largo número de tropas en territorio hostil.
Según el Libro Domesday de 1086, al obispo de Rochester se le entregaron tierras valoradas en 17 chelines y 4 peniques en Aylesford, Kent en compensación por las tierras que se convertirían en el emplazamiento del castillo de Rochester. De los 48 castillos mencionados en el registro, Rochester es el único por el cual sus propietarios fueron reembolsados al término de la expropiación de sus terrenos para la construcción del castillo. Desde el siglo XI la guardia del castillo era una obligación feudal en Inglaterra, lo que a menudo se materializaba en caballeros rigiendo castillos para sus señores durante un tiempo. No hay un listado exhaustivo de los castillos que debían servir de esta manera, pero las notas del historiador militar Cathcar King revelan que se componía principalmente por castillos de alto estatus. La guardia del castillo de Rochester alcanzaba la cuota de 60 caballeros, convirtiéndolo en un fortificación particularmente importante.

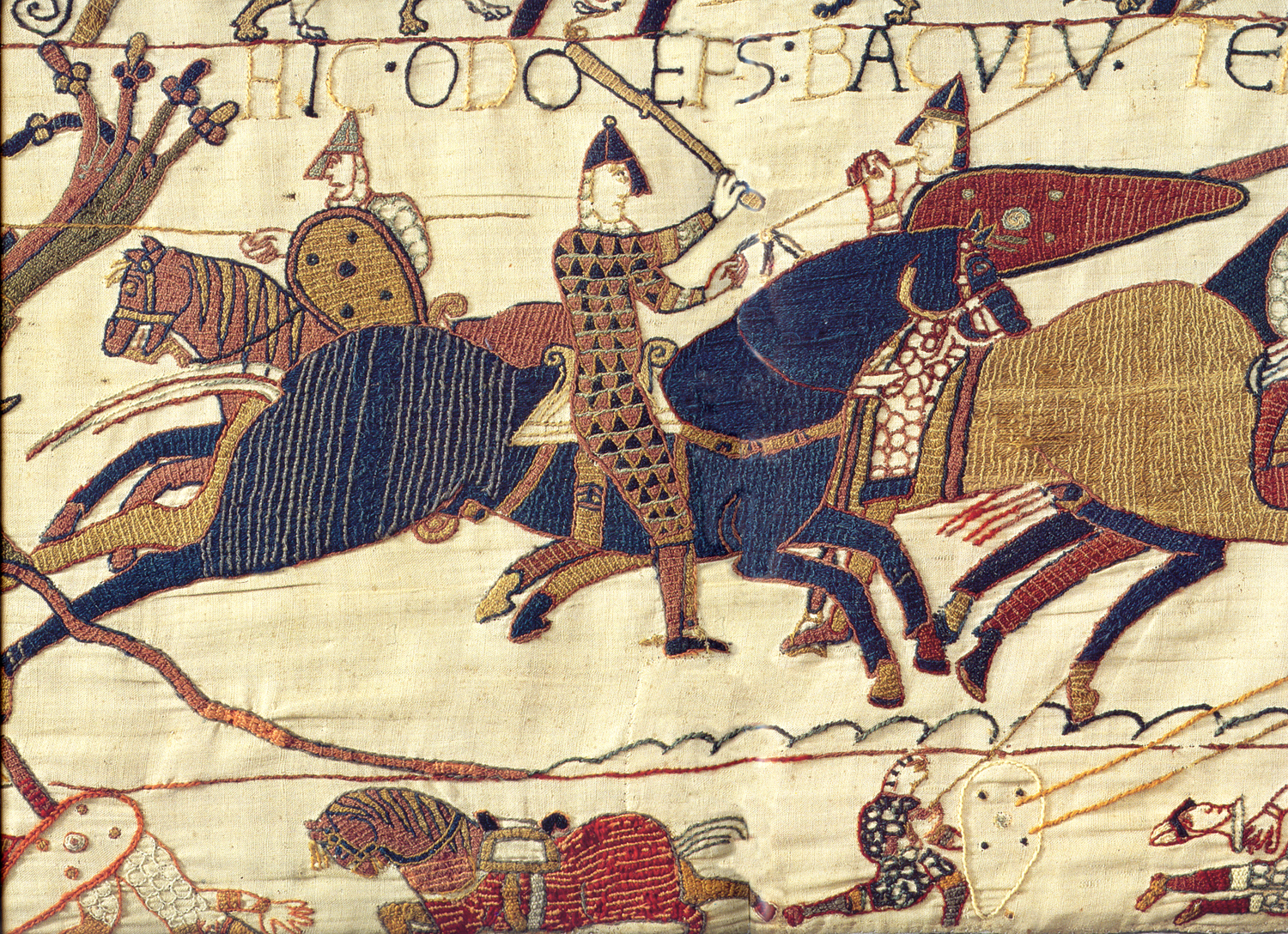
El obispo Odo, aparece en el tapiz de Bayeux, manteniendo Rochester como uno de los cuarteles de la revuelta contra Guillermo II en 1088.

Guillermo el Conquistador fue probablemente quien entregó la ciudad y su castillo al obispo Odo de Bayeaux, su medio hermano. A la muerte de Guillermo en septiembre de 1087 sus posesiones se repartieron entre sus 2 hijos. Roberto, el mayor, heredó el título de duque de Normandía y Guillermo II se convirtió en rey de Inglaterra. Un significativo número de barones normandos se opusieron a la división de Normandía e Inglaterra y el obispo Odo secundó la reclamación de su sobrino Roberto al trono de Inglaterra. Hubo otros, incluyendo a los condes de Northumberland y Shrewsbury y al obispo de Coutances, que salieron en apoyo de Roberto. Odo preparó el castillo de Rochester para la guerra, que acabaría convirtiéndose en cuartel general de la rebelión. Su enclavamiento en Kent lo hacía una base apropiada para preparar incursiones en Londres y sus tropas podrían hostigar a las fuerzas de Guillermo en el condado. Guillermo partió de Londres y marchó sobre Rochester para hacer frente a la amenaza. Antes de su llegada, Guillermo conoció la noticia de que Odo se había trasladado al castillo de Pevensey, bajo el control de su hermano Roberto, conde de Mortain. Guillermo abandonó Rochester y se apoderó de Pevensey. Tras ser capturado, Odo se vio obligado a jurar que entregaría Rochester a los hombres de Guillermo. El rey envió una fuerza escoltando a Odo para exigir la rendición de Rochester, pero en lugar de ceder, la guarnición realizó un incursión y capturó a todo la partida. En respuesta, Guillermo cercó la ciudad y el castillo. De acuerdo a los datos registrados por el cronista contemporáneo Orderico Vitalis, el sitio comenzó en mayo de 1088. Se construyeron dos castillos de asedio para cortar las líneas de abastecimiento de la ciudad y para garantizar vías de escape a los sitiadores. Las condiciones dentro de la ciudad eran nefastas: había epidemias extendidas entre la población, agravadas por el calor y las moscas. En última instancia la guarnición capituló y acordaron los términos. A Odo, Eustace conde de Bolougne y Robert de Bellême, hijo del conde de Shrewsbury, se les permitió marchar con sus armas y caballos pero se les confiscaron sus propiedades en Inglaterra. Esto marcó el final del papel del castillo en la rebelión y probablemente la fortificación fue abandonada poco después. Tras la conclusión del sitio los castillos de asedio se dejaron a su suerte y con el tiempo acabaron por desaparecer.
Tras el abandono del primer castillo de Rochester se sustituyó por otro en el mismo emplazamiento, en la esquina suroeste de las murallas de la ciudad. Fundado entre 1087 y 1089, han sobrevivido  partes del castillo original a pesar de sufrir diversas alteraciones debido a su uso reiterado durante los siglos posteriores. Guillermo el Conquistador le concedió a Lanfranc, arzobispo de Canterbury, el señorío de Haddenham en Buckinghamshire mientras viviese, que según los registros del « Libro Domesday » tenía una la renta anual de £40. A su vez, el arzobispo había concedido el señorío a los monjes de Rochester, por lo que a la muerte del Conquistador, Lanfranc y Gundulf, que fue nombrado obispo de Rochester en 1077, apelaron al nuevo rey para la ratificación de la subvención original. Guillermo II Rufus exigió £100 a cambio de la confirmación del subsidio. Ambos obispos se percataron de que tal suma de dinero estaba fuera de su alcance y buscaron una solución de compromiso, en su lugar, acordaron que Gundulf construiría un nuevo castillo de piedra en Rochester. Inicialmente, a los dos obispos les preocupaba que el costo de la obra fuese superior a la solicitud original del rey y que a posteriori debieran hacerse cargo del mantenimiento del castillo. Sin embargo Henry de Beaumont, conde de Warwick, les convenció de que podrían construir un castillo apto para el rey por 40 libras y que, tras su finalización, el castillo pasaría a manos de otra persona. El costo final de la construcción al que tuvo que hacer frente Gundulf ascendió a £60. El obispo era un diestro arquitecto y supervisó la construcción de la la Torre Blanca de la Torre de Londres en nombre de Guillermo el Conquistador. El castillo de Gundulf era adyacente a la catedral de Rochester. De acuerdo al arqueólogo Oliver Creighton, cuando los castillos se situaban tan cerca de iglesias o catedrales sugería un nexo de unión entre los dos, en este caso, ambos pertenecían al obispo de Rochester. Normalmente eran los mismos artesanos y arquitectos los que trabajaban en estos edificios estrechamente relacionados, lo que lleva a las similitudes en algunas de sus características arquitectónicas. Junto con Durham y Old Sarum, Rochester es un claro ejemplo de un castillo fuertemente vinculado a un edificio religioso.

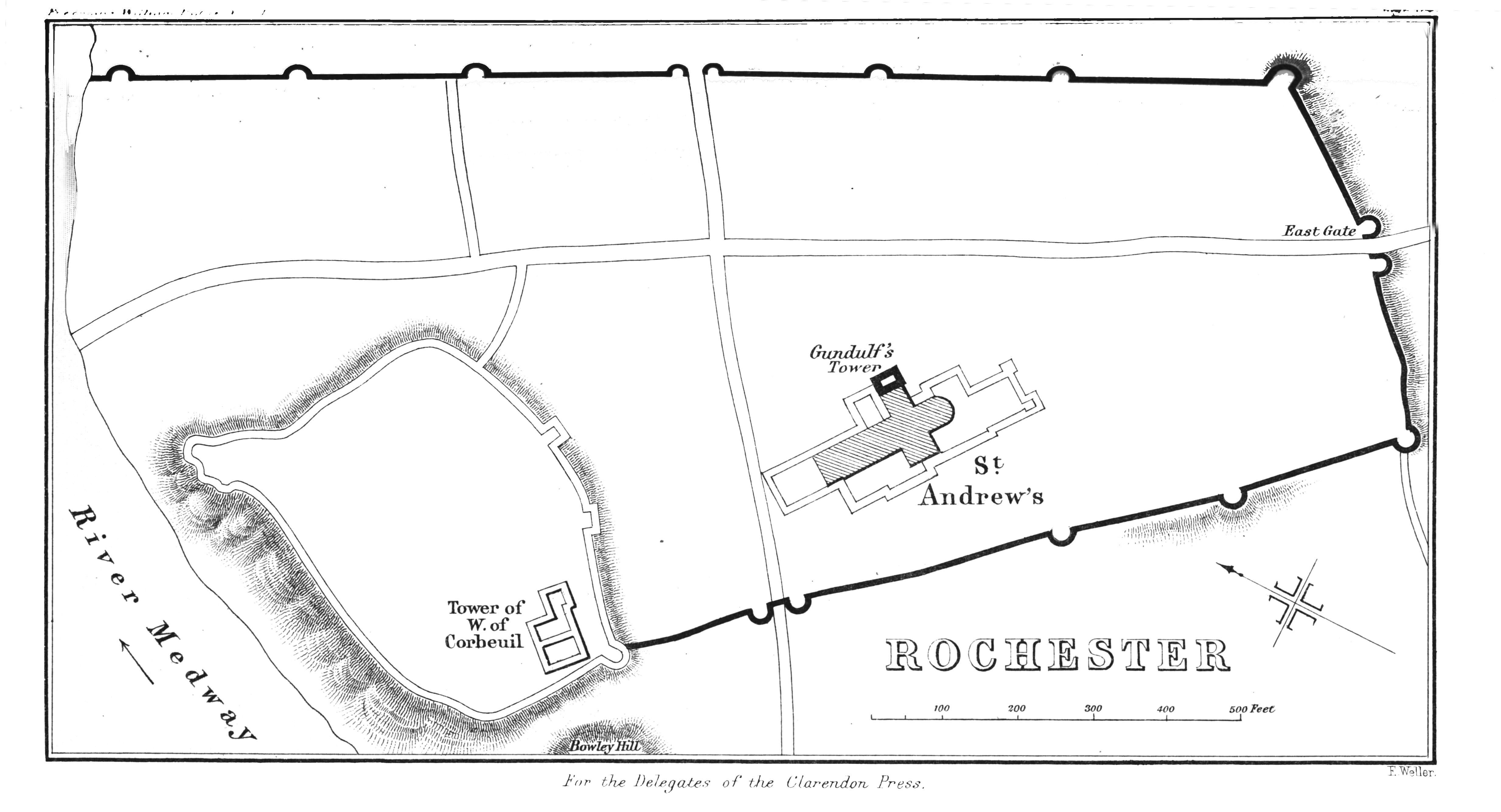
Esta reconstrucción del del Rochester medieval por E.A. Freeman, El reinado de Guillermo Rufus de 1882 muestra que la ciudad estaba rodeada por un muro. El castillo fue fundado por Gundulf en la esquina suroeste. Aunque la construcción no comenzó hasta el 1127, muestra la gran torre construida por Guillermo de Corbeil.

 En 1127 el rey Enrique I cedió el castillo de Rochester al arzobispo de Canterbury, Guillermo de Corbeil, y a sus sucesores a perpetuidad. Se le dio permiso para construir "una fortificación o torre en el castillo y conservar y mantenerla para siempre". Corbeil es el responsable de la construcción de la gran torre o torre del homenaje que aún sigue en pie a día de hoy aunque con modificaciones. A lo largo del siglo XII muchos castillos en Inglaterra fueron reconstruidos en piedra, un avance en la sofisticación del diseño y la tecnología. Aunque Rochester ya poseía un muro cortina gracias a Gundulf, la torre data de este periodo. Dominaba visualmente al resto de la edificación, elevándose sobre sus muros exteriores y actuando como residencia albergando las mejores habitaciones del castillo. Su sólida fortificación la convertía en un posible fortín en caso de acción militar. Tal fue la importancia de la torre del homenaje como símbolo de Rochester que se incluyó en el escudo de la ciudad en el siglo XIII.
La construcción avanzó a una media de 10 pies (3 m) al año. Seguramente la obra se terminó antes de que Corbeil falleciera en 1138 y definitivamente antes de 1141, cuando Roberto, conde de Gloucester fue encarcelado allí durante la anarquía inglesa del rey Esteban. Es probable que tras el levantamiento del torreón no hubiera más actividad constructora en el siglo XII, aunque se mantuvo la estructura. A pesar de estar en poder de los arzobispos de Canterbury, el monarca seguía siendo responsable último de dar soporte financiero al castillo. Los registros continuos de los gastos reales conocidos como Pipe Rolls, comenzaron durante el reinado de Enrique II, e incluidos en las listas figuran los gastos del mantenimiento del castillo de Rochester. En el transcurso del siglo XII por lo general eran cifras pequeñas, pero en 1172-1173 se gastaron más de £100 en el castillo, coincidiendo con la rebelión de los hijos de Enrique II. Tras la caída de Normandía en 1204 a manos de las fuerzas francesas del rey Felipe II, el rey Juan I aumentó su cuota de gastos en los castillos del sureste de Inglaterra, en previsión de una posible invasión. Entre ellos estaba Rochester y en 1206 Juan invirtió £115 en el foso del castillo, el mantenimiento y otras estructuras. Bajo el reinado de los reyes angevinos, los castillos del sureste de Inglaterra se destinaron a la protección del país de invasiones. Rochester era uno de los más importantes.

## Reinado de Juan I
La custodia del castillo de Rochester permaneció en manos de los arzobispos de Canterbury hasta finales del siglo XII. A pesar de ascender al trono en 1199 el rey Juan no confirmó a Hubert Walter como guardián del alcázar hasta julio de 1202. Puede que Juan deseara recuperar el control directo de lo que fuera un importante castillo. La crisis del reinado de Juan comenzó en 1212 con el descubrimiento de un complot para derrocarlo.  La derrota en la Batalla de Bouvines en julio de 1214 marcó el fin de la ambición de Juan por retomar Normandía y agravó la situación en Inglaterra. Regresó a Inglaterra en octubre y unos meses más tarde los barones del norte de Inglaterra desafiaron su gobierno. Un grupo de barones renunciaron a sus obligaciones feudales hacia Juan en mayo de 1215, y tomaron Londres, Lincoln y Exeter. Juan persuadió a Stephen Langton, el nuevo arzobispo de Canterbury, para ceder el control del castillo de Rochester a un guardia real, Reginald de Cornhill. Según el acuerdo, cuando los términos vencieran en la Pascua de 1215 el control del castillo regresaría al arzobispo, aunque posteriormente el período se extendió hasta la Pascua de 1216. En las patentes Reales con fecha 25 de mayo de 1215 solicitaban que otros guardias reales se hicieran cargo de Cornhill. El castillo sería devuelto al arzobispo cuando expirara el acuerdo, o si se restablecía la paz en el reino antes de la Pascua de 1216. Mientras tanto, el control retornó a Langton, a quien Juan le pidió defender el castillo «de tal manera que ningún mal o daño nos sobrevenga a nosotros o nuestro reino».

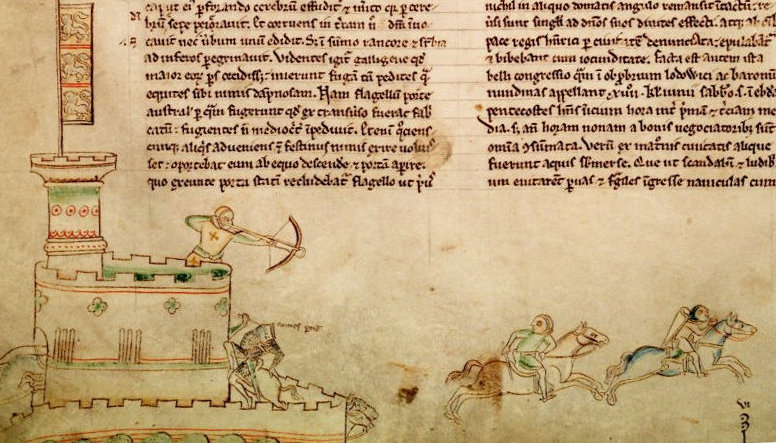
Un dibujo de Matthew Paris fechado a principios del muestra una enfrentamiento bélico contemporáneo, incluyendo el uso de castillos, arqueros y caballeros montados.

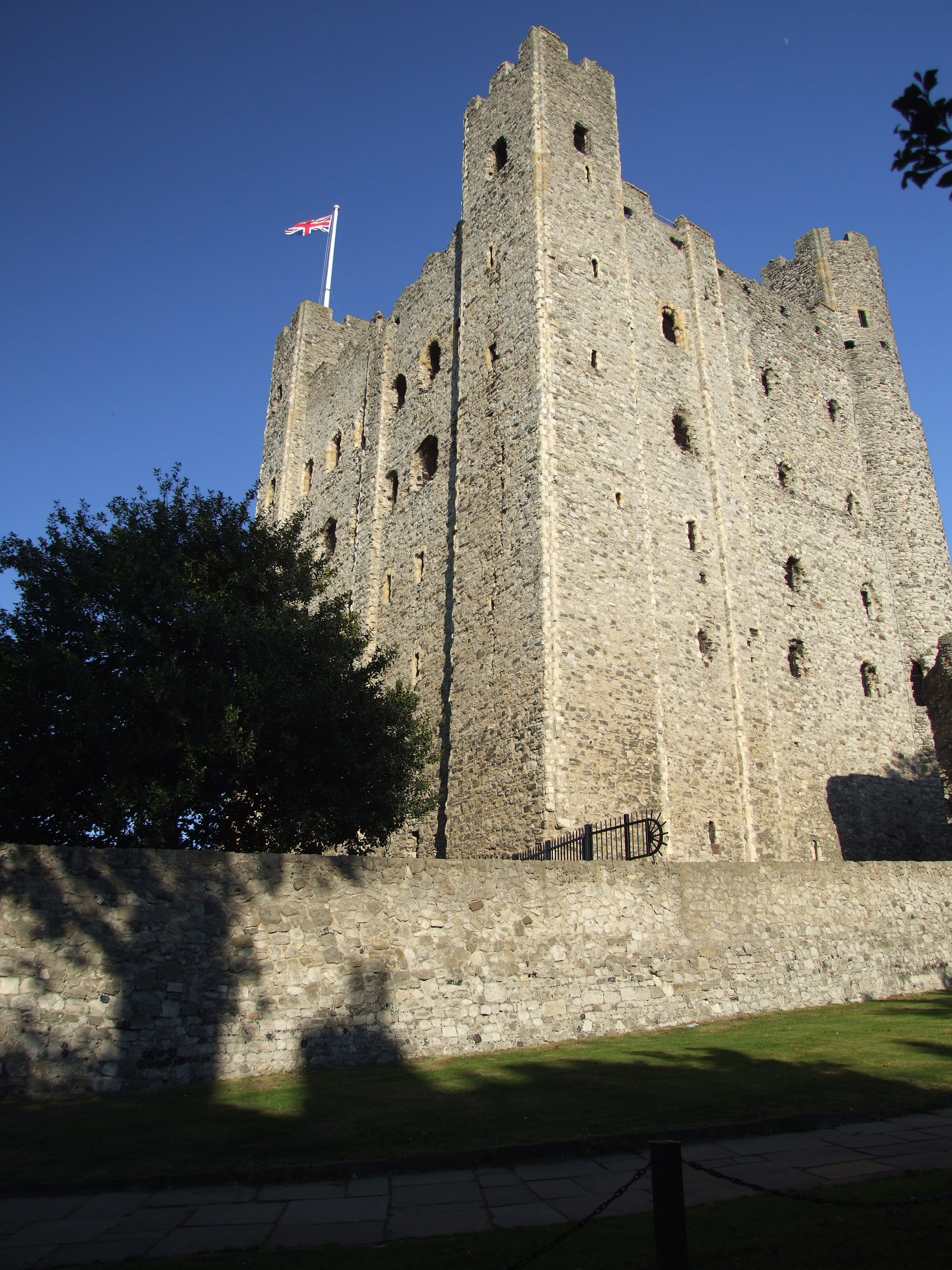
Los cronistas registraron que los rebeldes se atrincheraron en el castillo con entre 95 y 140 caballeros, con el apoyo de arqueros y sargentos, entre otros.

Tras reunirse Juan con los barones rebeldes en Runnymede éstos renovaron sus votos de fidelidad el 19 de junio de 1215, sellando así un tratado de paz que más tarde se conocería como la Carta Magna. Poco después del tratado, el acuerdo entre Juan y Langton de nombrar a un guardia real para encargarse del castillo de Rochester se disolvió, retornando el control a manos del arzobispo. La paz no duró mucho y estalló la primera guerra de los Barones, provocando que un grupo de rebeldes se dirigieran a Rochester con intención de volver la ciudad en su contra. Los acontecimientos que rodearon la toma del castillo a manos de los rebeldes no están claros, pero el cronista contemporáneo Ralph de Coggeshall dejó constancia de que el rey exigió a Langton que entregara el castillo al mando real y el arzobispo se negó. Aunque Langton se mantuvo firme contra las demandas del rey, los rebeldes temían que acabara cediendo a la presión del rey y se hicieron con el control del alcázar. Según Ralph de Coggeshall, los hechos tuvieron lugar con el consentimiento del guardia Reginald Cornhill, que al parecer había cambiado su lealtad del rey al arzobispo después de que Juan lo nombrara guardia real del castillo. Langton abandonó el país ese mismo mes, dejando el castillo en manos de los enemigos del rey. En una carta escrita ese año al justiciar Hubert de Burgh Juan expresó su enfado hacia Langton, llamándolo «un notorio traidor, desde que no nos rindió el castillo de Rochester en momentos de gran necesidad». Llegados a este punto, puede considerarse que el castillo de Rochester ya no estaba bajo custodia perpetua de los arzobispos de Canterbury.
En ese momento, Juan se encontraba en el sudeste de Inglaterra reclutando mercenarios para la inminente guerra con los barones. Rochester bloqueaba la ruta directa a Londres ventaja de la que se valieron los rebeldes. De acuerdo con Roger de Wendover, los insurrectos de Rochester fueron comandados por William d'Aubigny, señor de Belvoir. Las estimaciones sobre el tamaño de la guarnición de Rochester varían, con cifras que según los cronistas van desde 95 a 140 caballeros, apoyados por ballesteros, sargentos y otros. Al oír la noticia de que la ciudad estaba en manos del enemigo Juan marchó de inmediato hacia Rochester y llegó al lugar el 13 de octubre. Las fuerzas reales se habían adelantado y entraron en la ciudad el 11 de octubre tomándola por sorpresa y sitiando la fortaleza. Se derribó el puente de Rochester para evitar la llegada de refuerzos provenientes de Londres. El asedio que siguió fue el más grande acaecido en Inglaterra hasta ese momento y se prolongaría durance cerca de dos meses.
Juan pudo haber utilizado la Colina Boley, al sur del castillo, como cuartel general durante el sitio. Según la crónica Barnwell, cinco armas de asedio lanzaron una lluvia de piedras a la muralla exterior durante día y noche ayudadas por proyectiles de pequeños arcos y ballestas. Aunque el cronista Barnwell afirmó que consiguieron abrir un boquete en la muralla, Roger de Wendover declaró que resultaron ineficaces y que Juan optó por otros métodos para romper las defensas. Una carta fechada el 14 de octubre indica que la intención de John era socavar los muros del castillo. Escribió a Canterbury solicitando la producción «durante día y noche de tantos picos como sean capaces» y que se enviaran a Rochester. El 26 de octubre partieron refuerzos desde Londres, un total 700 hombres a caballo. Dieron la vuelta antes de llegar, tal vez porque habían oído que el rey avanzaba a su encuentro.
Cuando finalmente abrieron una brecha en la muralla exterior del castillo, los defensores se retiraron a la relativa seguridad de la torre del homenaje. Tras resistir a las armas de asedio, una vez más, Juan recurrió a la minería para derribar la fortificación. Excavó un túnel en la esquina sureste del torreón. Una carta enviada desde Rochester el 25 de noviembre ofrece una visión de los métodos de asedio medievales, Juan pidió a Hugh de Burgh: «Enviadnos a toda velocidad y sin tregua los cuarenta cerdos más gordos del tipo menos apropiado para comer para arrojar fuego bajo la torre». Prendieron fuego a los puntales de madera que sostenían el túnel perforado bajo la torre del homenaje, produciendo el derrumbe del túnel y hundiendo así una de las esquinas del torreón. A pesar de ello, la guarnición resistió y buscó la seguridad tras la partición de piedra existente en la torre del homenaje, abandonando la mitad del edificio. El cronista de Barnwell señaló «tal era la estructura de la fortaleza que una pared muy fuerte separaba la mitad que había caído de la otra».

## En la actualidad
Actualmente el castillo es mantenido por el «English Heritage» ("Patrimonio Inglés") y está abierto al público. Los suelos de madera de la Torre del Homenaje se han perdido, pero muchos de los pasillos y las escaleras de caracol que están incrustadas en las paredes todavía se utilizan. Los chevron decorativos, los arcos y el pozo están todavía en buen estado. Los visitantes que soporten las alturas pueden subir a las almenas a 34 m de altura y disfrutar de una vista del río y alrededores.
Desde la época victoriana, los jardines del «Rochester Castle» han sido un importante lugar de esparcimiento de la ciudad. Son un popular lugar para realizar paseos, y se han convertido en un punto central para festivales y conciertos de verano. Un ejemplo de ello fue la proyección en 3D sobre el propio castillo de una animación del grupo de rock AC/DC en el 2010, para promocionar la película Iron Man 2, de la que forman parte como banda sonora.